# Karel Fischer
Karel Fischer (6. listopadu 1844 Teslíny – 26. února 1908 Letky u Libčic nad Vltavou) byl český inženýr, architekt a stavitel, majitel strojní cihelny v Letkách u Libčic a spolu se stavitelem Antonínem Dvořákem spoluzakladatel stavební firmy Dvořák & Fischer, specializující se především na stavbu továrních komínů. Za jeho podnikatelskou kariéru vypracovala jeho firma stovky komínů po celém území Rakouska-Uherska. Po jeho smrti pokračovali ve vedení firmy jeho synové a do 40. let 20. století měla na svém kontě nástupnická firma Bratři Fischerové přes 1600 vystavěných komínů.

## Život

### Mládí

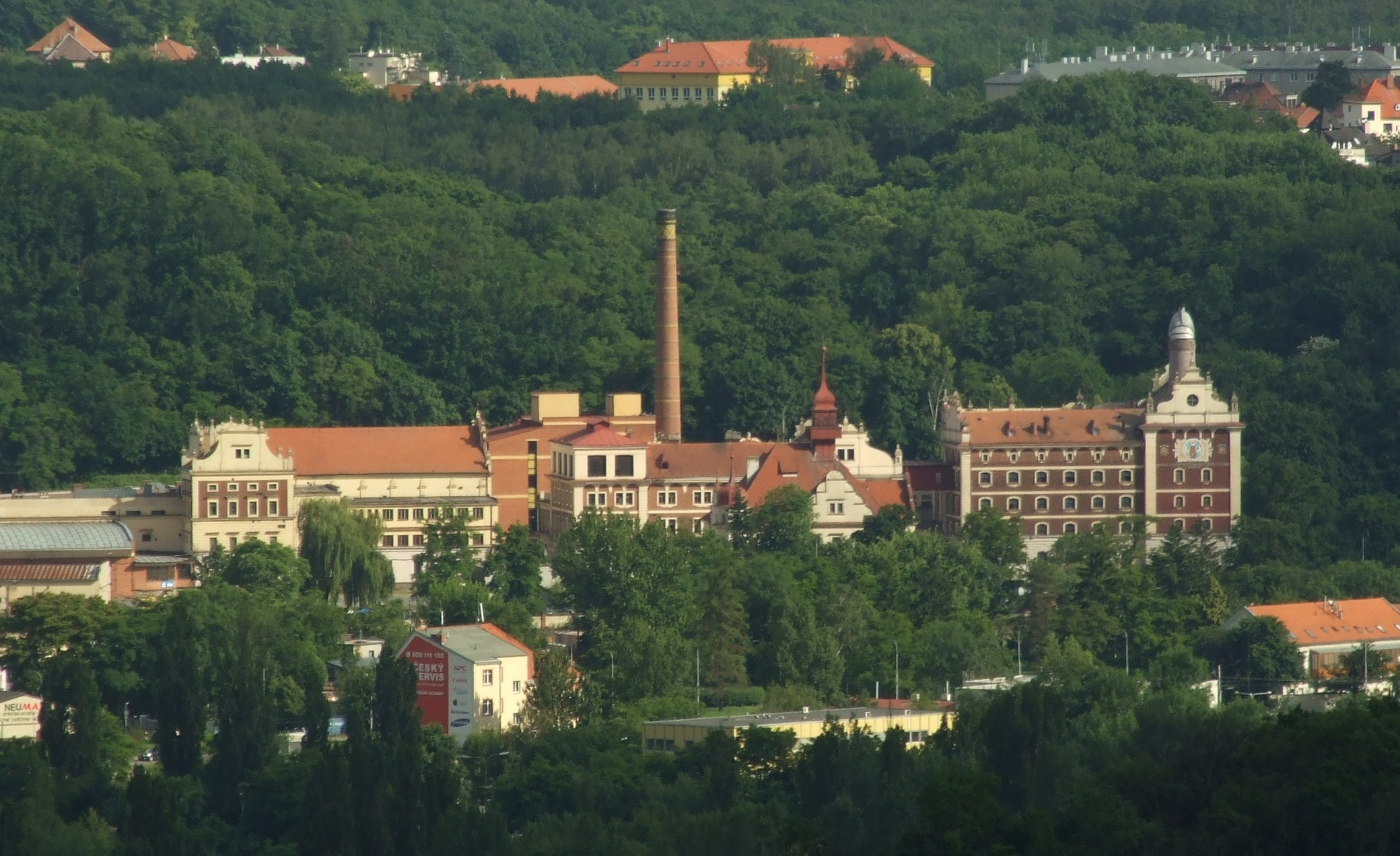
Branický pivovar s komínem firmy Fischer

Narodil se na samotě Teslíny nedaleko Rožmitálu pod Třemšínem, pozdější součásti obce Věšín. Studoval architekturu a stavitelství na pražské polytechnice, kde získal titul inženýra. Nastoupil do karlínské stavební firmy Václava Nekvasila, u které se mj. podílel na projektech budování nádraží v bavorském Hofu, Umělecko-průmyslové školy v Praze, pankrácké věznice a také řady průmyslových objektů, především cukrovarů.

### Dvořák a Fischer
Od roku 1890 působil ve spojení se stavitelem Antonínem Dvořákem v Českých Budějovicích, kde postavili mj. městská kasárna, několik továren a především areál pivovaru Budvar. Roku 1891 zakoupil Fischer pozemky v Letkách u Libčic nad Vltavou severně od Prahy bohaté na jíly vhodné pro pálení cihel. Při nálezu ložiska byly učiněny archeologické nálezy zaopatřené skupinou archeologů z Národního muzea v čele Janem Hellichem a Josefem Ladislavem Píčem. Fischer zde pak s architektem Antonínem Turkem a stavitelem Antonínem Dvořákem založili 12. listopadu 1895 velkou strojní specializovanou cihelnu, jednu z prvních strojních cihelen v Čechách, a firmu na projekci a stavbu komínů. Fischer se v Letkách s rodinou usídlil.

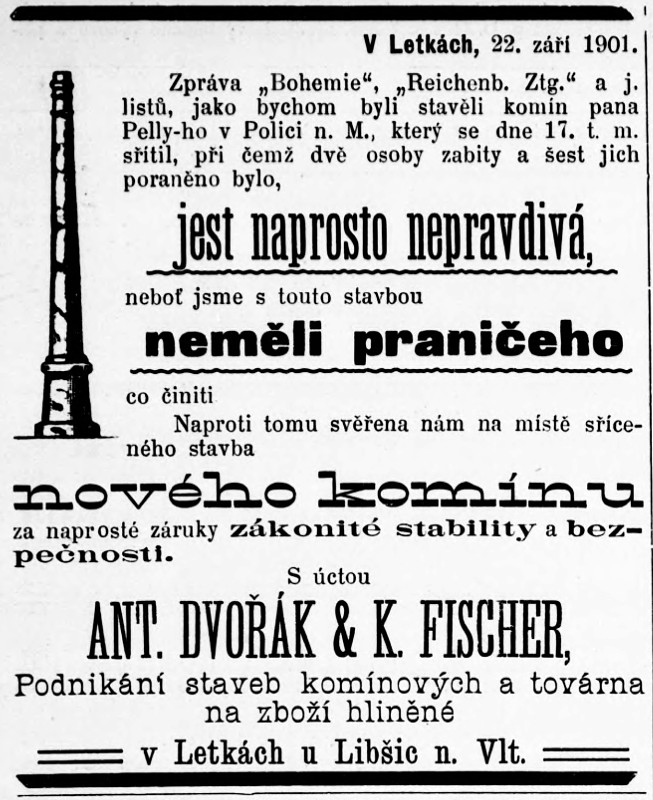
Technický obzor 29/1901: inzerát

Ta se v průmyslově se rozvíjejících českých zemích stala předním podnikem realizujícím stavby průmyslových staveb, zejména pak továrních a průmyslových komínů cukrovarů, lihovarů, pivovarů, strojírenských či jiných výrobních provozů. Nejvyšší byly budovány až do výšky 100 metrů. Na stavby byly dodávány libčické strojně vyráběné cihly, posléze také zdejší střešní tašky, nazývané dle místa původu letky. V době největšího rozmachu zaměstnával podnik až 400 pracovníků. Projekčně se podíleli též Dvořák s Fischerem, Fischer se později celou společnost převzal sám a vedl ji až do odstoupení ze zdravotních důvodů.
Byl také přispěvatelem Ottova slovníku naučného, kde je autorem hesla Altán.

### Úmrtí

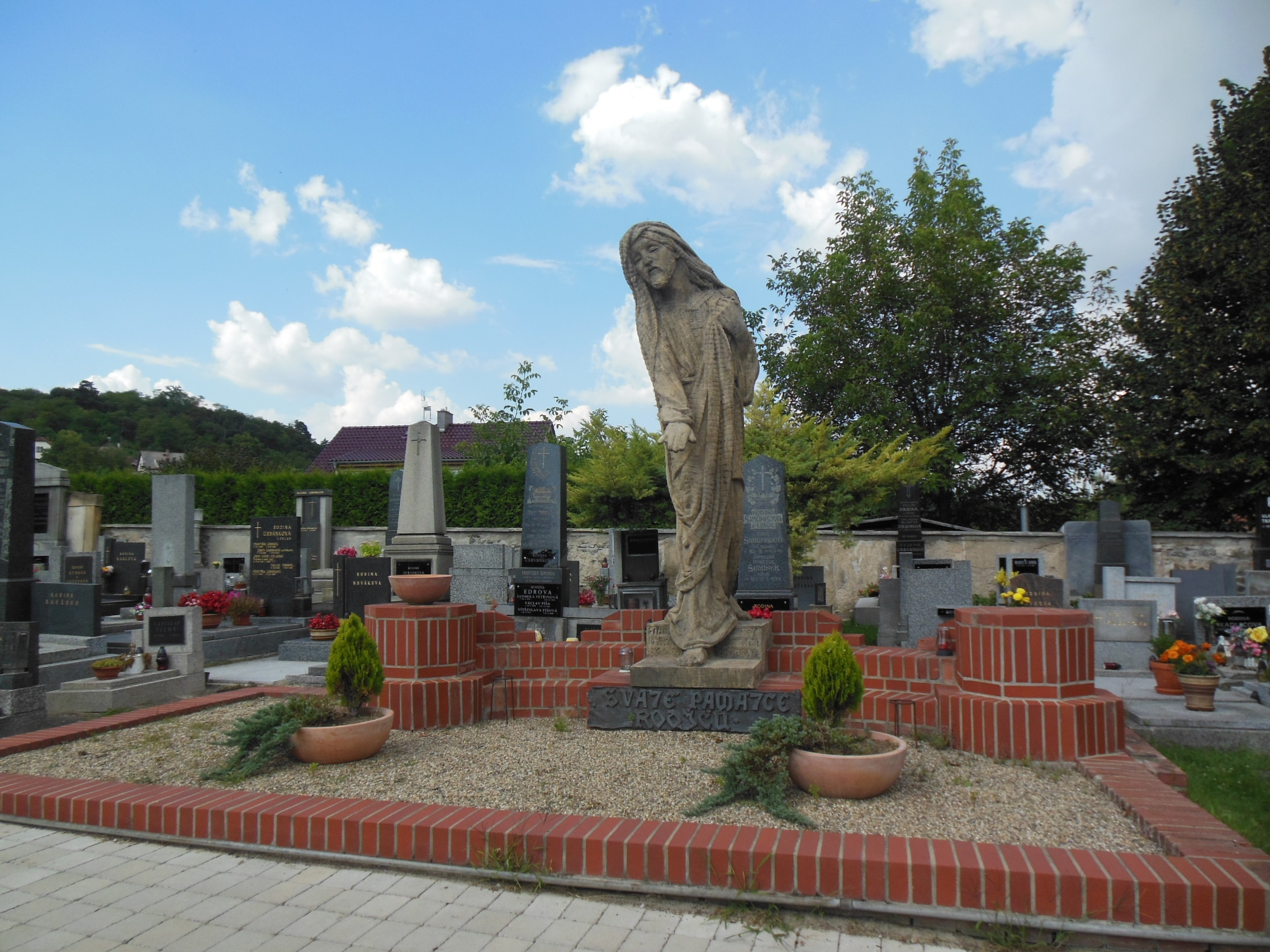
Hrob na libčickém hřbitově

Karel Fischer zemřel 28. ledna 1908 v Letkách u Libčic ve věku 63 let a byl pochován v rodinné hrobce na libčickém hřbitově. Podstavec náhrobku je vytvořen z libčických cihel, který je osazen sochou Krista od akad. sochaře Františka Bílka.

### Po smrti
Po jeho smrti převzali firmu jeho synové Vincenc, František, Václav a Antonín. Dlouhá léta pak působila pod jménem Bratři Fischerové a spol., až do znárodnění po únoru 1948.

### Rodinný život
Karel Fischer se oženil s Antonií Nykendajovou, spolu měli několik dětí. Synové se po smrti otce podíleli na vedení firmy. Jeho vnuk Jan V. Fischer byl hudebním skladatelem.

## Komíny firmyDvořák & Fischer/Fischer
- Pivovar Budvar, České Budějovice
- Branický pivovar, Praha-Braník